# SN 1997ag
SN 1997ag – supernowa typu Ia odkryta 5 marca 1997 roku w galaktyce A095853-0020. W momencie odkrycia miała maksymalną jasność 23,20m.